# Koyulhisar
Koyulhisar (antiga ortografia Koylu Hişar o Koyunlu Hişar) és una ciutat de Turquia, capital del districte del mateix nom a la província de Sivas, a la vall del Kelkit. La ciutat ha canviat diverses vegades d'emplaçament a causa dels terratrèmols, el darrer el 1939. Abans de 1850 la vila estava situada segurament al lloc del poble actual de Yakeri Kale.
La població i fortalesa foren perdudes pels romans d'Orient després de la batalla de Mantziciert el 1071; després d'estar sota els rumí va formar part del govern mongol d'Anatòlia i va passar a Eretna, el governador mongol, que es va fer independent de fet el 1335 obtenint la protecció mameluca el 1337, i que hi va residir. El 1387 pertanyia al cadi Burhan al-Din de Sivas, enderrocat pels aq qoyunlu el 1398. Aquestos la van perdre davant l'otomà Mehmet II el 1461 i fou unida a l'eyalat d'Erzurum com una subdivisió. El 1864 fou declarada kada del vilayat de Sivas. Cap al 1890 tenia uns 1800 habitants la meitat musulmans, 600 grecs i 300 armenis. La mateixa població tenia el 1929 però els armenis i grecs havien desaparegut. El 1970 tenia 3.524 habitants i el districte 28.887.

## Població de la ciutat
| Any i població | Any i població |
| -------------- | -------------- |
| 2007           | 5.529          |
| 2000           | 5.706          |
| 1990           | 6.042          |
| 1985           | 4.558          |
| 1980           | 3.486          |
| 1975           | 3.861          |
| 1970           | 3.524          |
| 1965           | 2.538          |
| 1960           | 2.610          |